# Poecilopachys
Poecilopachys (лат.) — род аранеоморфных пауков из семейства пауков-кругопрядов, эндемик Австралии и Океании.

## Распространение
Встречаются в Австралии и Океании.

## Описание
Самка, в среднем 8 мм в длину, имеет яркие цвета на верхней стороне брюшка, которая бывает желтой, красноватой и оливковой с участками очень чисто-белого цвета, с одним передним дугообразным и двумя задними «рогами». Взрослые самцы намного меньше (2,5–3 мм), «безрогие», поэтому первоначально например у вида Poecilopachys australasia они были описаны как другой вид (Cyrtarachne setosa).. Род был впервые выделен в 1895 году французским арахнологом Эженом Симоном.

## Систематика
Известно 5 видов. Эндокриноидная фолликулярная ткань представляется главной характеристикой, общей для трёх родов  Poecilopachys, Mastophora и Celaenia, доказывающей их принадлежность к одному и тому же монофилетическому эволюционному ряду. У трёх родов фолликулярная ткань участвует в выработке летучих веществ, привлекающих добычу, исключительно молей Heterocera
- Poecilopachys australasia (Griffith & Pidgeon, 1833)
  - Cyrtogaster bispinosa Keyserling, 1865[6]
  - Epeira australasia Griffith et Pidgeon, 1833[7]
  - Cyrtarachne setosa Keyserling, 1886[8]
- Poecilopachys jenningsi (Rainbow, 1899) — Вануату
  - Eunesiotes jenningsi Rainbow, 1899[9]
- Poecilopachys minutissima Chrysanthus, 1971 — Папуа — Новая Гвинея (Новая Ирландия)[10]
- Poecilopachys speciosa (L. Koch, 1872) — Квинсленд (Австралия)
  - Cyrtarachne speciosa L. Koch, 1872[11]
- Poecilopachys verrucosa (L. Koch, 1871) — Новая Гвинея, Австралия (Квинсленд), Самоа
  - Cyrtarachne verrucosa L. Koch, 1871[12]